# Podhájský potok
Podhájský potok är ett vattendrag i Tjeckien. Det ligger i den västra delen av landet, 110 km väster om huvudstaden Prag.